# Pływanie na Letnich Igrzyskach Olimpijskich 2012 – 100 m stylem motylkowym kobiet
Wyścig na 100 m stylem motylkowym kobiet był jedną z konkurencji pływackich rozgrywanych podczas XXX Igrzysk Olimpijskich w Londynie.
Wyznaczone przez FINA minima kwalifikacyjne wynosiły 58.70 (minimum A) oraz 1:00.75 (minimum B).
Pod nieobecność obrończyni tytułu z Pekinu Lisbeth Trickett, faworytką konkurencji była Dana Vollmer.
Rywalizacja rozpoczęła się 28 lipca o 10:34 czasu londyńskiego, półfinały rozegrane zostały tego samego dnia o 19:40. Finał konkurencji odbył się dzień później o 19:30.
Mistrzynią olimpijską w tej konkurencji została Amerykanka Dana Vollmer, ustanawiając rekord świata.

## Statystyka

### Rekordy
Tabela przedstawia rekordy olimpijski, świata oraz poszczególnych kontynentów w tej konkurencji przed rozpoczęciem igrzysk.
| Rekord świata     | Sarah Sjöström (SWE)    | 56.06 | Rzym, Włochy      | 27.07.2009 |
| Rekord olimpijski | Inge de Bruijn (NED)    | 56.61 | Sydney, Australia | 17.09.2000 |
| Rekord Afryki     | Lize-Mari Retief (RPA)  | 58.20 | Pekin, Chiny      | 9.08.2008  |
| Rekord Ameryki    | Dana Vollmer (USA)      | 56.42 | Omaha, USA        | 25.06.2012 |
| Rekord Azji       | Liu Zige (CHN)          | 56.07 | Jinan, Chiny      | 18.10.2009 |
| Rekord Europy     | Sarah Sjöström (SWE)    | 56.06 | Rzym, Włochy      | 27.07.2009 |
| Rekord Oceanii    | Jessicah Schipper (AUS) | 56.23 | Rzym, Włochy      | 27.07.2009 |

### Listy światowe
Tabela przedstawia 10 najlepszych wyników uzyskanych w sezonie 2012 przed rozpoczęciem igrzysk.
| lp. | Zawodnik          | Wynik | Data       | Miejsce  |
| --- | ----------------- | ----- | ---------- | -------- |
| 1.  | Dana Vollmer      | 56.42 | 25 czerwca | Omaha    |
| 2.  | Sarah Sjöström    | 56.79 | 3 marca    | Londyn   |
| 3.  | Ellen Gandy       | 57.25 | 3 marca    | Londyn   |
| 4.  | Lu Ying           | 57.48 | 1 kwietnia | Shaoxing |
| 5.  | Francesca Halsall | 57.56 | 3 marca    | Londyn   |
| 6.  | Claire Donahue    | 57.57 | 25 czerwca | Omaha    |
| 7.  | Alicia Coutts     | 57.59 | 15 marca   | Adelaide |
| 8.  | Yuka Katō         | 57.77 | 2 kwietnia | Tokio    |
| 9.  | Jiao Liuyang      | 57.80 | 1 kwietnia | Shaoxing |
| 10. | Liu Zige          | 57.85 | 1 kwietnia | Shaoxing |

## Wyniki

### Eliminacje
W eliminacjach wystartowało 42 zawodniczki z 37 krajów. Do półfinału kwalifikowano zawodniczki z 16 najlepszymi czasami. Jedyna Polka w stawce Otylia Jędrzejczak zajęła 25. miejsce (59.31) nie kwalifikując się do półfinału. Na tym etapie zawodów rekord olimpijski oraz rekord Ameryki ustanowiła Amerykanka Dana Vollmer (56.25). Holenderka Inge Dekker, mimo iż zakwalifikowała się do półfinału z 10. czasem (58.30), zrezygnowała z dalszej rywalizacji, tym samym do półfinału dostała się 17. w eliminacjach Kanadyjka Katerine Savard.

### Wyścig 1
| Poz. | Tor | Zawodnik        | Narodowość | Wynik   | Uwagi |
| ---- | --- | --------------- | ---------- | ------- | ----- |
| 1    | 4   | Noel Borshi     | Albania    | 1:05.49 |       |
| 2    | 3   | Dorian McMenemy | Dominikana | 1:05.78 | NR    |
| 3    | 5   | Marie Meza      | Kostaryka  | 1:07.01 |       |

### Wyścig 2
| Poz. | Tor | Zawodnik               | Narodowość | Wynik   | Uwagi |
| ---- | --- | ---------------------- | ---------- | ------- | ----- |
| 1    | 3   | Danielle Villars       | Szwajcaria | 59.42   | NR    |
| =1   | 4   | Judit Ignacio Sorribes | Hiszpania  | 59.42   |       |
| 3    | 7   | Sara Isakovič          | Słowenia   | 59.86   |       |
| 4    | 2   | Sarah Bateman          | Islandia   | 59.87   | NR    |
| 5    | 6   | Triin Aljand           | Estonia    | 1:00.43 |       |
| 6    | 5   | Justine Bruno          | Francja    | 1:01.14 |       |
| 7    | 1   | Dalia Tórrez Zamora    | Nikaragua  | 1:05.42 |       |

### Wyścig 3
| Poz. | Tor | Zawodnik           | Narodowość | Wynik   | Uwagi |
| ---- | --- | ------------------ | ---------- | ------- | ----- |
| 1    | 3   | Irina Biespałowa   | Rosja      | 58.79   |       |
| 2    | 5   | Otylia Jędrzejczak | Polska     | 59.31   |       |
| 3    | 7   | Denisa Smolenová   | Słowacja   | 59.48   |       |
| 4    | 6   | Emilia Pikkarainen | Finlandia  | 59.55   |       |
| 5    | 1   | Hannah Wilson      | Hongkong   | 59.59   |       |
| 6    | 2   | Liliána Szilágyi   | Węgry      | 1:00.34 |       |
| 7    | 2   | Sara Oliveira      | Portugalia | 1:00.44 |       |
| 8    | 4   | Birgit Koschischek | Austria    | 1:00.54 |       |

### Wyścig 4
| Poz. | Tor | Zawodnik                 | Narodowość      | Wynik | Uwagi |
| ---- | --- | ------------------------ | --------------- | ----- | ----- |
| 1    | 4   | Alicia Coutts            | Australia       | 57.36 | Q     |
| 2    | 5   | Francesca Halsall        | Wielka Brytania | 58.23 | Q     |
| 3    | 8   | Tao Li                   | Singapur        | 58.34 | Q     |
| 4    | 2   | Alaksandra Hierasimienia | Białoruś        | 58.50 | Q,    |
| 5    | 3   | Yuka Katō                | Japonia         | 58.72 | Q     |
| 6    | 7   | Kristel Vourna           | Grecja          | 58.74 | Q     |
| 7    | 1   | Alexandra Wenk           | Niemcy          | 58.85 |       |
| 8    | 6   | Jessicah Schipper        | Australia       | 59.17 |       |

### Wyścig 5
| Poz. | Tor | Zawodnik          | Narodowość      | Wynik | Uwagi         |
| ---- | --- | ----------------- | --------------- | ----- | ------------- |
| 1    | 4   | Sarah Sjöström    | Szwecja         | 57.45 | Q             |
| 2    | 5   | Ellen Gandy       | Wielka Brytania | 58.25 | Q             |
| 3    | 3   | Inge Dekker       | Holandia        | 58.30 | Q, rezygnacja |
| 4    | 7   | Ilaria Bianchi    | Włochy          | 58.42 | Q             |
| 5    | 2   | Martina Granström | Szwecja         | 58.70 | Q             |
| 6    | 6   | Katerine Savard   | Kanada          | 58.76 |               |
| 7    | 8   | Amit Iwri         | Izrael          | 58.78 |               |
| 8    | 1   | Natsumi Hoshi     | Japonia         | 59.06 |               |

### Wyścig 6
| Poz. | Tor | Zawodnik              | Narodowość        | Wynik   | Uwagi |
| ---- | --- | --------------------- | ----------------- | ------- | ----- |
| 1    | 4   | Dana Vollmer          | Stany Zjednoczone | 56.25   | Q,    |
| 2    | 5   | Lu Ying               | Chiny             | 57.17   | Q     |
| 3    | 7   | Jeanette Ottesen Gray | Dania             | 57.64   | Q     |
| 4    | 6   | Jiao Liuyang          | Chiny             | 57.71   | Q     |
| 5    | 3   | Claire Donahue        | Stany Zjednoczone | 58.06   | Q     |
| 6    | 8   | Kimberly Buys         | Belgia            | 58.79   |       |
| 7    | 2   | Ingvild Snildal       | Norwegia          | 59.01   |       |
| 8    | 1   | Daynara de Paula      | Brazylia          | 1:00.14 |       |

### Półfinał
Do finału kwalifikowano zawodniczki z 8 najlepszymi czasami. Na tym etapie zawodów rekord Grecji poprawiła Kristel Vourna (58.31), a Włoch Ilaria Bianchi (57.79).

### Półfinał 1
| Poz. | Tor | Zawodnik                 | Narodowość      | Wynik | Uwagi |
| ---- | --- | ------------------------ | --------------- | ----- | ----- |
| 1    | 5   | Sarah Sjöström           | Szwecja         | 57.27 | Q     |
| 2    | 4   | Lu Ying                  | Chiny           | 57.51 | Q     |
| 3    | 3   | Jiao Liuyang             | Chiny           | 58.04 |       |
| 4    | 2   | Tao Li                   | Singapur        | 58.18 |       |
| 5    | 1   | Yuka Katō                | Japonia         | 58.26 |       |
| 6    | 7   | Alaksandra Hierasimienia | Białoruś        | 58.41 | NR    |
| 7    | 6   | Francesca Halsall        | Wielka Brytania | 58.52 |       |
| 8    | 8   | Katerine Savard          | Kanada          | 59.22 |       |

### Półfinał 2
| Poz. | Tor | Zawodnik              | Narodowość        | Wynik | Uwagi |
| ---- | --- | --------------------- | ----------------- | ----- | ----- |
| 1    | 4   | Dana Vollmer          | Stany Zjednoczone | 56.36 | Q     |
| 2    | 5   | Alicia Coutts         | Australia         | 56.85 | Q     |
| 3    | 3   | Jeanette Ottesen Gray | Dania             | 57.25 | Q,    |
| 4    | 6   | Claire Donahue        | Stany Zjednoczone | 57.42 | Q     |
| 5    | 2   | Ellen Gandy           | Wielka Brytania   | 57.66 | Q     |
| 6    | 7   | Ilaria Bianchi        | Włochy            | 57.79 | Q,    |
| 7    | 8   | Kristel Vourna        | Grecja            | 58.31 | NR    |
| 8    | 1   | Martina Granström     | Szwecja           | 58.95 |       |

### Finał
| Poz. | Tor | Zawodnik              | Narodowość        | Wynik | Uwagi |
| ---- | --- | --------------------- | ----------------- | ----- | ----- |
|      | 4   | Dana Vollmer          | Stany Zjednoczone | 55.98 | WR    |
|      | 7   | Lu Ying               | Chiny             | 56.87 |       |
|      | 5   | Alicia Coutts         | Australia         | 56.94 |       |
| 4    | 6   | Sarah Sjöström        | Szwecja           | 57.17 |       |
| 5    | 8   | Ilaria Bianchi        | Włochy            | 57.27 | NR    |
| 6    | 3   | Jeanette Ottesen Gray | Dania             | 57.35 |       |
| 7    | 2   | Claire Donahue        | Stany Zjednoczone | 57.48 |       |
| 8    | 1   | Ellen Gandy           | Wielka Brytania   | 57.76 |       |